# San Miguel de Celanova

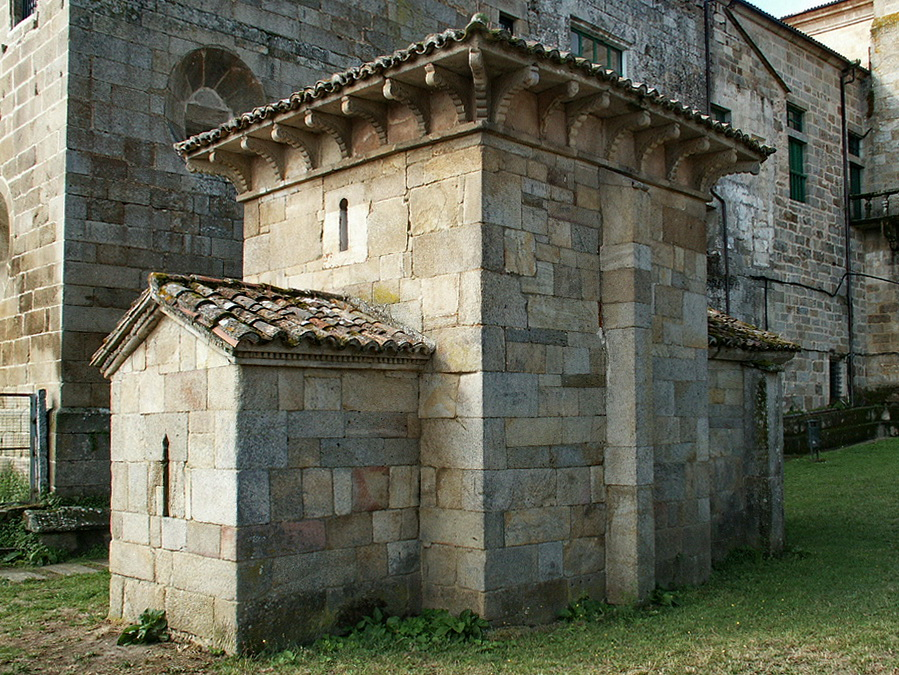
San Miguel de Celanova

San Miguel de Celanova ist eine präromanische Kapelle aus dem 10. Jahrhundert, die dem mozarabischen Baustil zugerechnet wird. Sie befindet sich in Celanova, dem Hauptort der gleichnamigen Gemeinde, in der autonomen spanischen Region Galicien und liegt 26 km südlich von Orense. 1923 wurde sie zum Kulturdenkmal (Monumento Nacional) erklärt.

## Geschichte

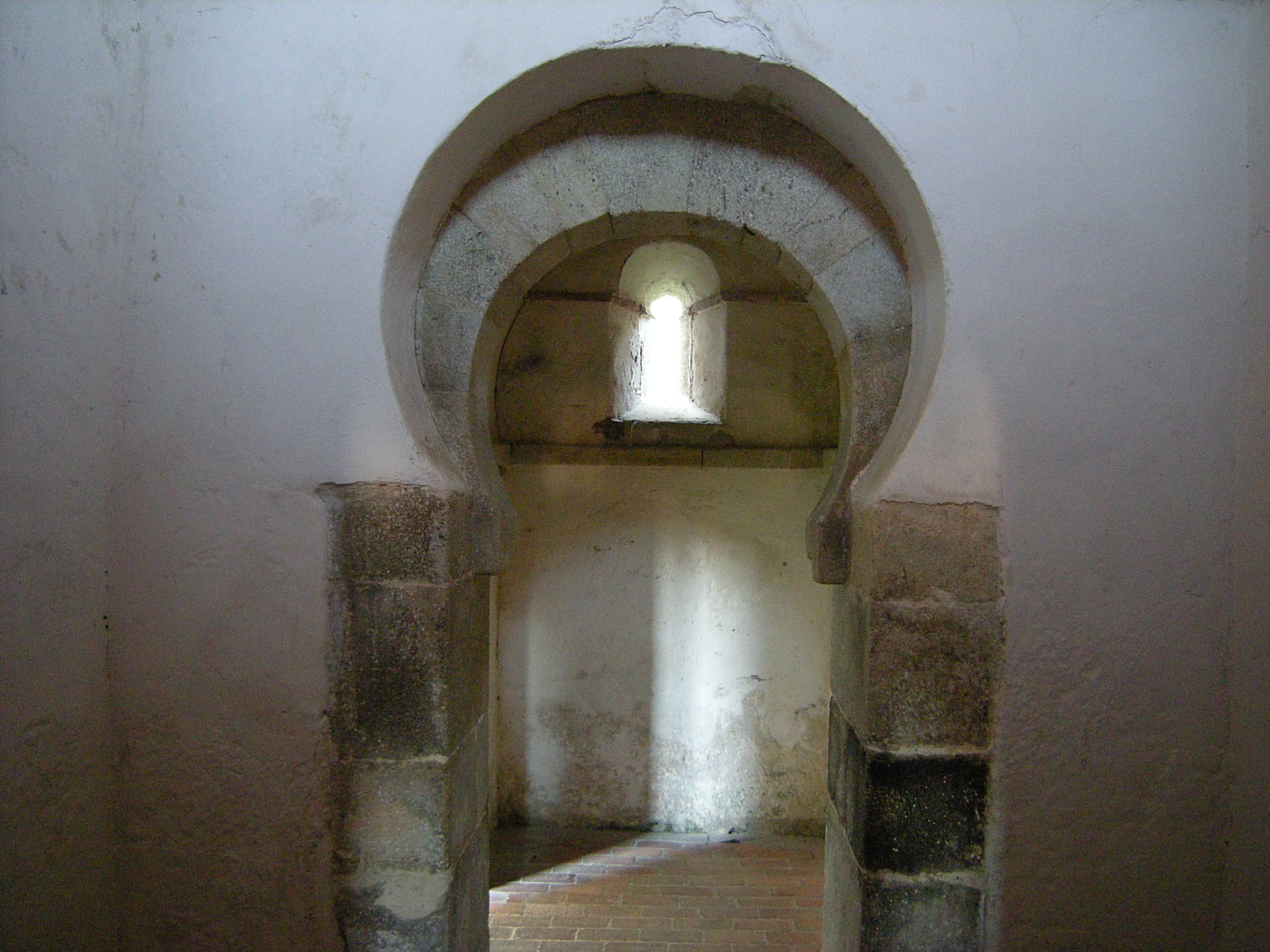
Blick vom Hauptraum in den Vorraum

Im Jahr 936 gründete Rudesindus, Sohn des Grafen von Vilanova, das Kloster Cellanova, zu dem die Kirche San Salvador und eine kleine Kapelle oder Oratorium gehörten. Letzteres wurde als ospitiolum (Kapelle für Gäste) bezeichnet und war für Kleriker auf Reisen gebaut worden. Von der mittelalterlichen Klosteranlage ist heute nur noch diese dem Erzengel Michael geweihte Kapelle erhalten.
Rudesindus wird in Galicien als San Rosendo verehrt, der nach der Legende gegen Normannen und Mauren gekämpft haben soll. Er war zunächst Bischof von Dume (bei Braga, heute Portugal) und wurde später Mönch, vielleicht auch Abt von Celanova. Im Jahr 970 wurde er zum Bischof von Iria Flavia (heute Padrón) ernannt, ein Amt, das er bis zu seinem Tod 977 ausübte. Der Besitz, auf dem er das Kloster gründete, war eine Schenkung des galicischen Königshauses an die Familie von Rudesindus und Erbe seines Bruders Fruela, der es für die Klostergründung stiftete. 942 fand die Weihe der Abtei statt. Als 1180 ein Mönch namens Ordoño die Biographie von Rudesindus verfasste, erwähnte er auch eine Urkunde von 1002, in der die kleine Kapelle als bewundernswertes Bauwerk gerühmt wird.
Das heutige Kloster San Salvador de Celanova wurde im 16. Jahrhundert völlig neu und wesentlich größer wiederaufgebaut und später barockisiert. 1952 und 1954 wurden unter Leitung der Architekten Luis Menéndez Pidal und F. Pons Sorolla Restaurierungsarbeiten an der Michaelskapelle durchgeführt. Dabei wurde die Gründungsinschrift freigelegt.

## Architektur

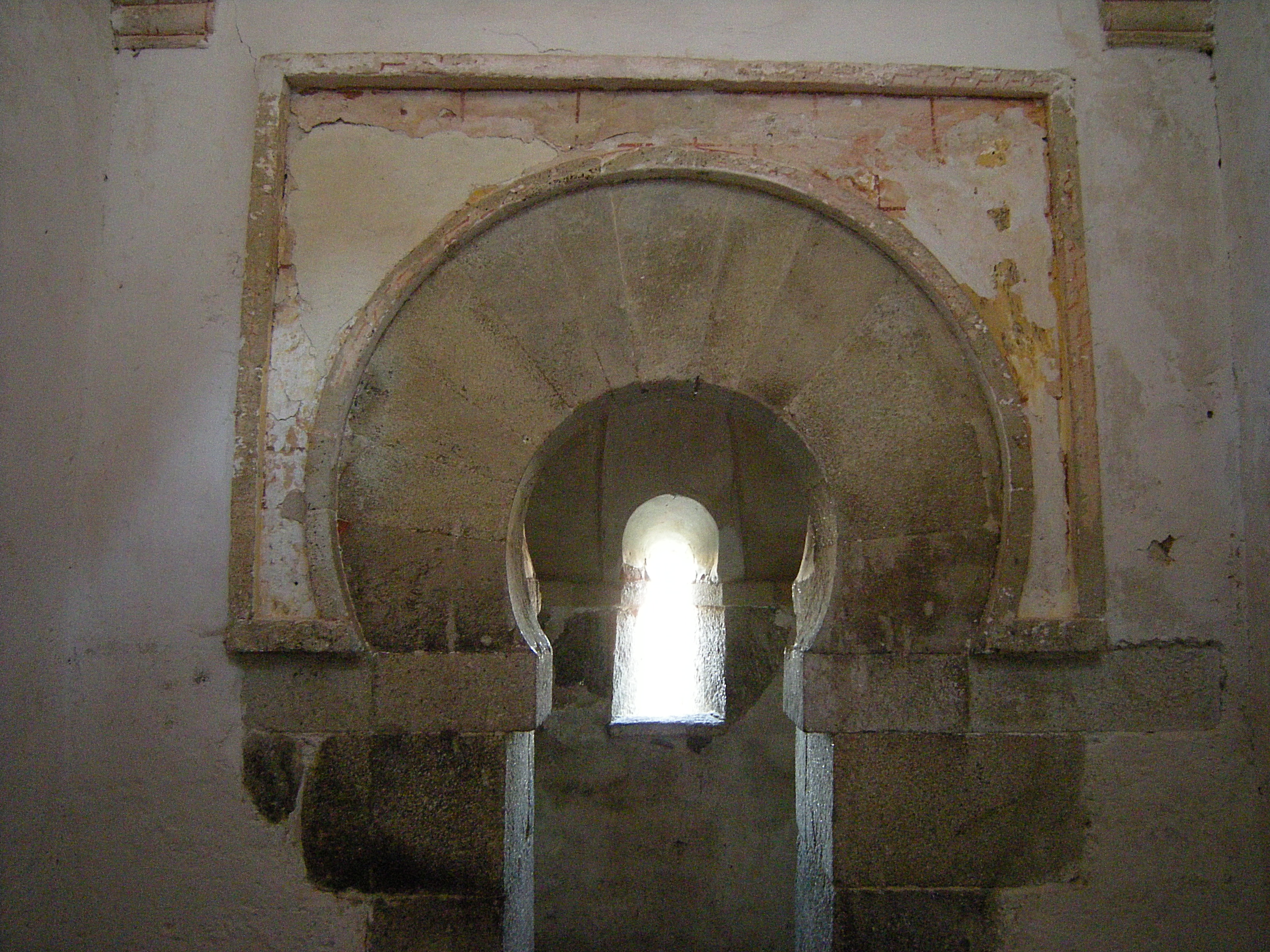
Hufeisenbogen mit Alfizrahmen und Bemalung, Blick in die Apsis

San Miguel de Celanova ist mit einer Länge von 8,50 Metern und einer Breite von 3,85 Metern ein sehr kleines Gebäude und hat nur eine Fläche von 25 m². Der Bau besteht aus drei Raumteilen. Den Eingang bildet ein rechteckiges Vestibül, an das sich ein quadratischer Hauptraum anschließt. Dieser mündet im Osten in eine Apsis mit hufeisenförmigem Grundriss, die mit einem Durchmesser von 1,35 Metern eher an die Gebetsnische (Mihrab) einer Moschee erinnert. Der turmartige Mittelteil erreicht eine Höhe von sechs Metern.

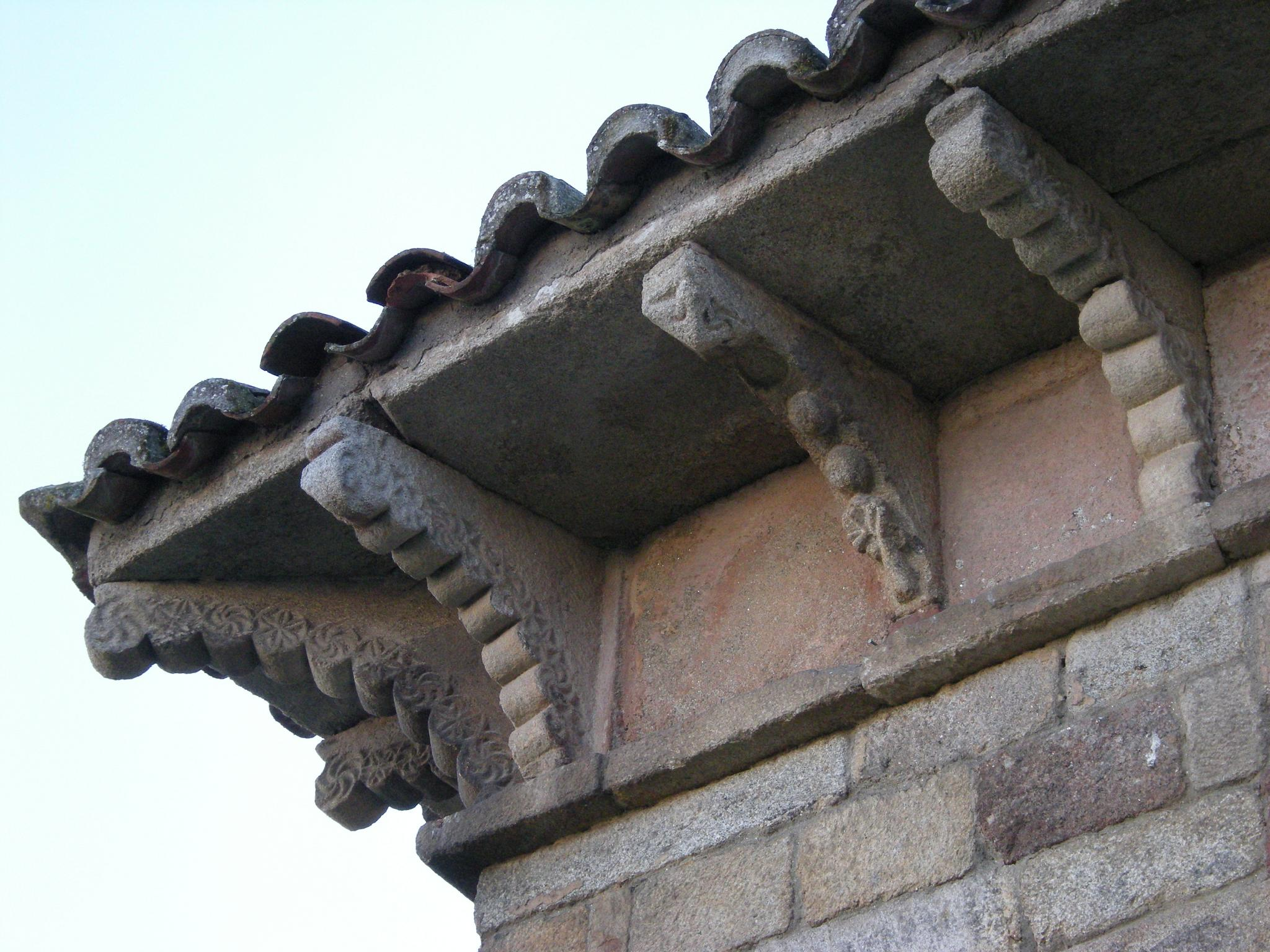
Dachtraufe mit Röllchenkonsolen

Das Mauerwerk besteht aus großen, sorgfältig behauenen Granitquadern, die – wie die Bauten aus westgotischer Zeit – in regelmäßigen Lagen und ohne Mörtel aneinandergefügt sind. Strebepfeiler gliedern Vestibül und Mittelbau. Letzterer besitzt ein Pyramidendach, das auf Granitplatten aufliegt, die von steinernen Konsolen getragen werden. Wegen ihrer wulstförmigen Verzierungen werden diese als Röllchenkonsolen bezeichnet. Sie sind mit Reliefs von Rosetten und Sonnenrädern versehen und denen in San Miguel de Escalada ähnlich. Vestibül und Apsis besitzen Satteldächer, die weniger ausladend sind. Den oberen Abschluss der Mauern bildet eine Gesimsleiste, über der an der Apsis ein in Stein geschnittener Zahnfries verläuft. Der einzige Eingang befindet sich – wie es in mozarabischen Kirchen häufig der Fall ist – auf der Südseite des Gebäudes. Alle Gebäudeteile haben schmale, schlüssellochförmige Fensteröffnungen.

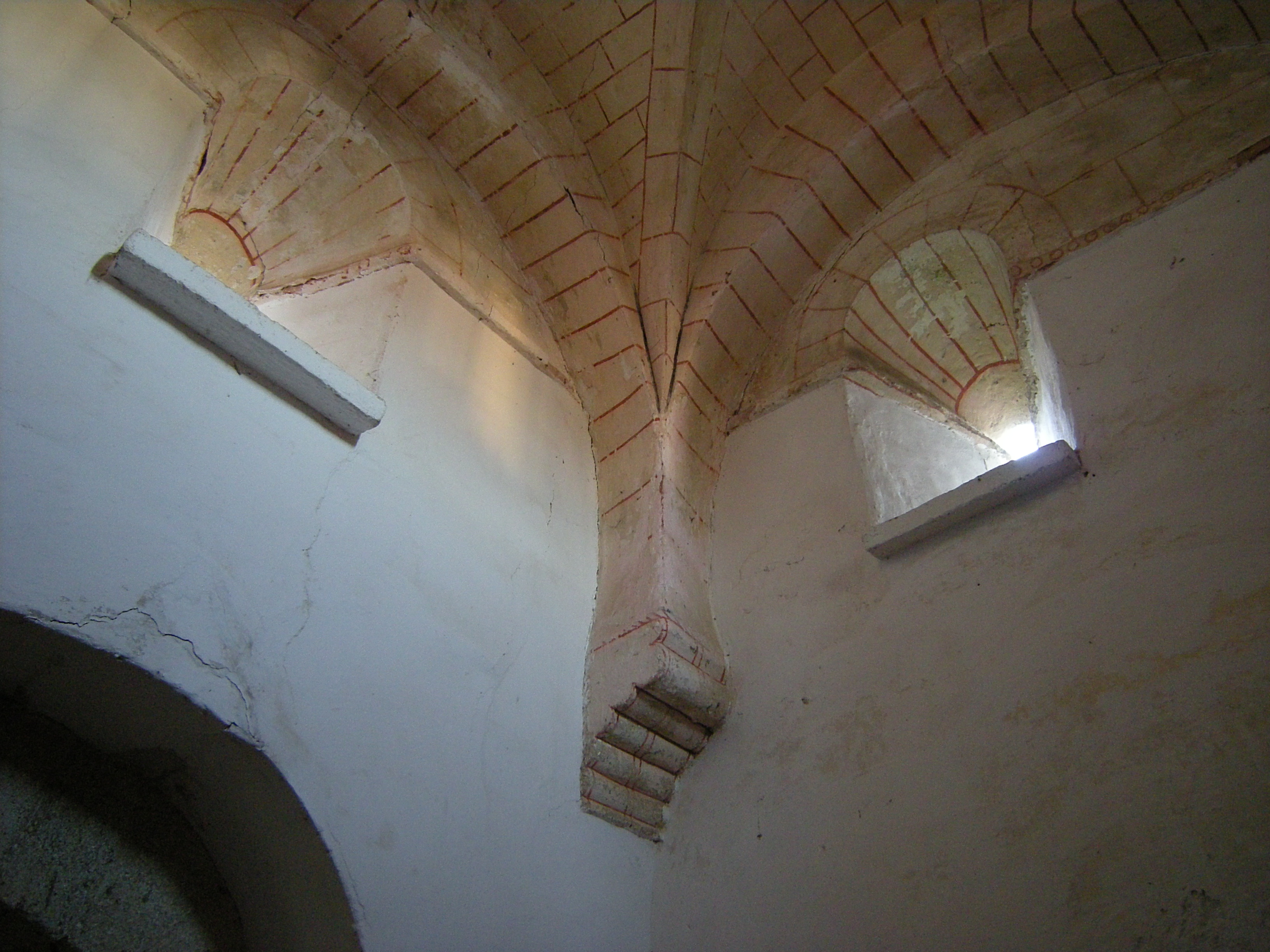
Hauptraum mit Kreuzgratgewölbe und Röllchenkonsolen

Alle drei Raumteile sind eingewölbt. Der Vorraum besitzt ein hufeisenförmiges Tonnengewölbe, der Mittelteil ein aus Ziegel gemauertes und verputztes Kreuzgratgewölbe, dessen gestelzte Schildbögen auf Röllchenkonsolen aufliegen. Die kleine Apsis ist – wie die beiden Apsiden von Santiago de Peñalba – von einer achtteiligen Schirmkuppel überspannt. Eng geschlossene Hufeisenbögen, wie sie für die mozarabische Architektur typisch sind, trennen Apsis und Vorraum vom quadratischen Hauptraum. Ein Alfizrahmen – ebenfalls ein mozarabisches Stilelement – verläuft um den Hufeisenbogen der Apsis und verstärkt den Eindruck, es handele sich bei diesem Bogen um den Eingang zu einem Mihrab.

## Wandmalereien
Am Apsisbogen haben sich Reste der ursprünglichen Bemalung erhalten. Auf dem Alfizrahmen ist in roter Farbe ein Flechtband dargestellt.

## Stifterinschrift
Über dem Türsturz ist ein Stein mit einer lateinischen Inschrift eingemauert, in der sich Fruela als Stifter der Kirche ausgibt. Gleichzeitig wendet er sich mit der Bitte an Gott, allen, die hier beten, ihre Sünden zu vergeben, und er bittet den Leser der Inschrift, für ihn zu beten.

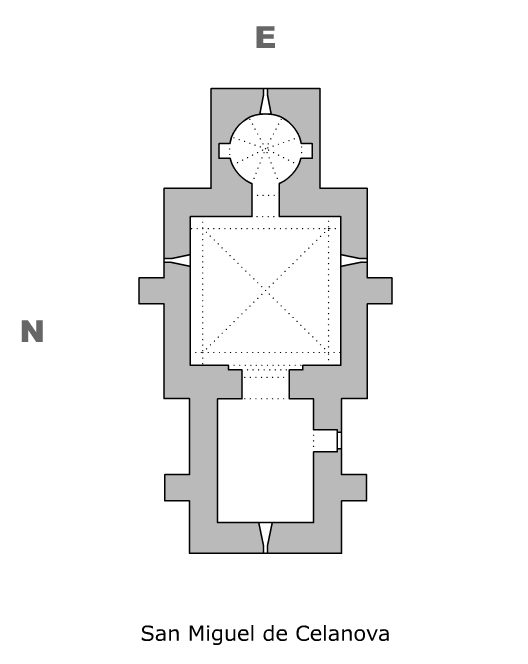
Grundriss

## Symbolik
Die Anordnung der drei Räume ist eine Abfolge von Rechteck, Quadrat und Kreis und symbolisiert den Weg vom Irdischen zum Göttlichen. Der Grundriss ist in ein Lateinisches Kreuz eingeschrieben, die im Inneren fast runde Apsis in das Quadrat der Außenmauern eingebettet. Der Kreis gilt als Symbol des Himmels und der Vollkommenheit und das Quadrat wie die Zahl Vier als Symbol der Schöpfung, der Welt. Die achtteilige Kuppel stellt den Übergang des Quadrates zum Kreis dar und die Zahl Acht erinnert daran, dass Jesus nach christlicher Lehre am achten Tage von den Toten auferstanden ist.